# Perro de Agua Español
Der Perro de Agua Español ist eine von der FCI anerkannte spanische Hunderasse (FCI-Gruppe 8, Sektion 3, Standard Nr. 336).

## Herkunft und Geschichtliches
Die Heimat dieses Hundes ist Spanien, vor allem ist er in Südspanien/Andalusien verbreitet. Man unterteilt ihn in drei verschiedenen Typen, den Typ Perro del Cantábrico (im Norden), den Typ Marismeño und den Typ Sierra, der am häufigsten in Andalusien anzutreffen ist.
Über seine Herkunft gibt es zwei Theorien: Nach der einen sollte er von den Mauren aus Nordafrika mitgebracht worden sein, nach der anderen sollen Türken diesen Hund bei der Ausfuhr von Merinoschafen mitgebracht haben.

## Beschreibung
Der Perro de Agua Español ist ein mittelgroßer Wasserhund und wird bis 50 cm  groß und 22 kg schwer. Sein Fell ist immer gelockt und wollig in der Textur. Wenn es länger wird, können sich Zotten bilden, wie bei einem Puli oder Komondor. Er ist eine „nichthaarende“ Hunderasse und bedarf wie alle anderen lockigen Hunderassen der Fellpflege. Von Kämmen und Bürsten wird abgeraten.

## Wesen
Spanische Wasserhunde gelten als intelligent, lern- und arbeitsfreudig, sie sind gehorsam und einfach zu erziehen. Die Hunde schließen sich eng an ihre Menschen an, sind freundlich, fröhlich, treu und unternehmungslustig, für Kinder sind sie unermüdliche Spielgefährten. Sie sind robuste und anpassungsfähige Hunde, sportlich, schnell, geschickt und ausdauernd. Fremden gegenüber sind sie eher zurückhaltend. Haben sie Vertrauen gefasst, sind sie unkompliziert.

## Rassespezifische Erkrankungen
Beim Perro de Agua Español kann, wie bei vielen mittelgroßen und großen Hunderassen, die erbliche Hüftgelenksdysplasie (HD) vorkommen. Daher dürfen in Deutschland nur geröntgte Elterntiere für die Zucht verwendet werden. Gezüchtet werden darf laut Vorschriften des VDH bis zu einem Grad der HD-C, der Partner muss dann HD-frei sein.
Bei der Rasse wurde auch prcd-PRA nachgewiesen, eine erblich bedingte Augenkrankheit, die zum Erblinden führt. Durch Gentest können die Träger ermittelt und Konsequenzen für die Zucht gezogen werden. Weitere Probleme sind Ohrenentzündungen, die durch die stark behaarten Schlappohren begünstigt werden.

## Verwendung
In Spanien werden sie noch als Hütehunde, als Stöberhund und Apportierhunde für die Jagd und als Helfer der Fischer eingesetzt. Heute wird er auch als Rettungshund, Spürhund für Drogen, Sprengstoffe oder Brandbeschleuniger, sowie als Schutzhund verwendet.
Spanische Wasserhunde können sehr gute Familienhunde sein, die allerdings, wie alle Arbeitshunde, ausreichend Bewegung und Beschäftigung brauchen. Hundesport und Wasserarbeit können ihn seinem Wesen entsprechend fordern.